# 베오울프

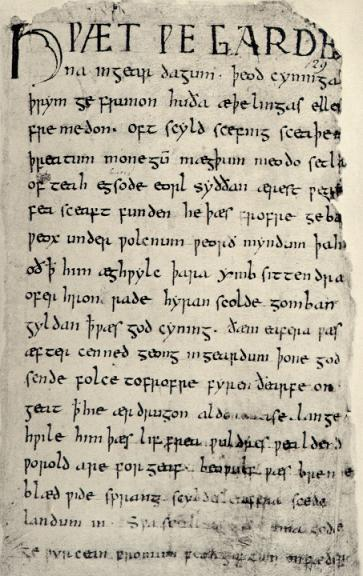
베오울프의 첫 페이지

《베오울프》(고대 영어: Beowulf [ˈbeːo̯wʊlf], 영어: Beowulf 베이어울프[beiəwulf][*], 표준어: 베어울프)는 8세기에서 11세기 사이 고대 영어로 되어 있으며, 지은이를 알 수 없는 영웅 서사시다. 1010년경에 쓰인 필사본이 유일하게 전해지고 있다. 길이가 3183줄에 달하며, 고대 영어로 된 가장 긴 작품으로 영문학상으로도 중요한 문헌이다.
서사시 주인공인 베오울프는 에즈데오우의 아들이자 히옐락왕의 신하로, 기트족의 영웅이다. 웨이문딩그족 출신. 고귀한 성품에 큰 체구, 그 당시 사람들 가운데 가장 힘센 자로 알려졌으며, 서른명 용사에 맞먹는 악력을 지녔다고 한다. 덴마크에서 그렌델, 그렌델의 어미와 싸워 이기고, 자기 땅으로 돌아와 히옐락 사후에 그의 아들 헤아르드레드를 보필하다가 헤아르드레드가 죽자 그의 뒤를 이어 왕이 된다. 말년에 화룡과 맞서 싸워 이긴다. 베오울프는 마지막 전투에서 큰 상처를 입고 결국 죽으며, 그의 부하들이 고향인 기트랜드에 안장한다.

## 줄거리

### 첫 번째 전투: 그렌델
덴마크왕 흐로드가르(Hroðgar)와 그의 아내 웨알데오우(Wealhþeow)와 전사들이 미드 홀(Mead Hall)에서 파티를 여는 도중, 그렌델(Grendel)이 습격한다. (그렌델이 이곳을 습격한 것은 파티 중 노랫 소리때문이었다. 그러나 그렌델은 흐로드가르의 부하들은 죽여도 흐로드가르를 건드리지 못하는데, 흐로드가르가 "신의 보호"를 받고 있기 때문이라고 설명하고 있다.-이견의 소지가 있음) 이 일이 벌어진 후, 기트족(Geats, 예아트족)의 베오울프가 왕의 허락을 받아 그렌델을 죽이러 온다. 베오울프는 그렌델과 맨몸으로 밤새 처절히 싸우고 한쪽 팔을 어깨부터 뽑아내 그를 죽이는 데 성공했다.

### 두 번째 전투: 그렌델의 어미
그렌델의 어미는 그렌델의 복수를 위해 미드홀을 습격한다. 흐로드가르가 가장 총애하던 부하를 죽인다. 이에 베오울프는 홀몸으로 괴물의 동굴을 습격하게 되는데. 전투 전에 베오울프는 전날 그를 못마땅해 했던 운페르트 (Unferth)라는 자에게서 그의 가보인 흐룬팅(Hrunting)이라는 이름의 칼을 받게 되는데, 그렌델과 같이 그렌델의 어미에게도 인간의 무기는 통하지 않았다. 긴 사투끝에 베오울프는 동굴안 벽에 걸려있던 커다란 검으로 그렌델의 어미를 죽이는 데 성공한다. 그러나 검은 녹아버리고 만다.

### 세 번째 전투: 용과의 전투
그렌델의 어미를 죽인 후, 베오울프는 고향으로 돌아가 왕이 된다. 노년에 어떤 용사의 노예가 금으로 된 술잔을 용의 서식처에서 훔쳐왔고, 화가 난 용이 술잔을 찾기 위해 베오울프를 공격하게 된다. 베오울프는 거대한 옛 검 (회색빛을 발하는 고검 네일링)으로 용을 내리치지만 검은 부서지고 만다. 상처를 입은 베오울프는 위글라프(Wiglaf)라는 이름의 젊은 전사의 도움을 받아 전투용 단검으로 용을 죽이지만 상처 때문에 죽게 된다. 죽은 베오울프는 화장되어 바다가 내려다보이는 절벽에 매장되었다.

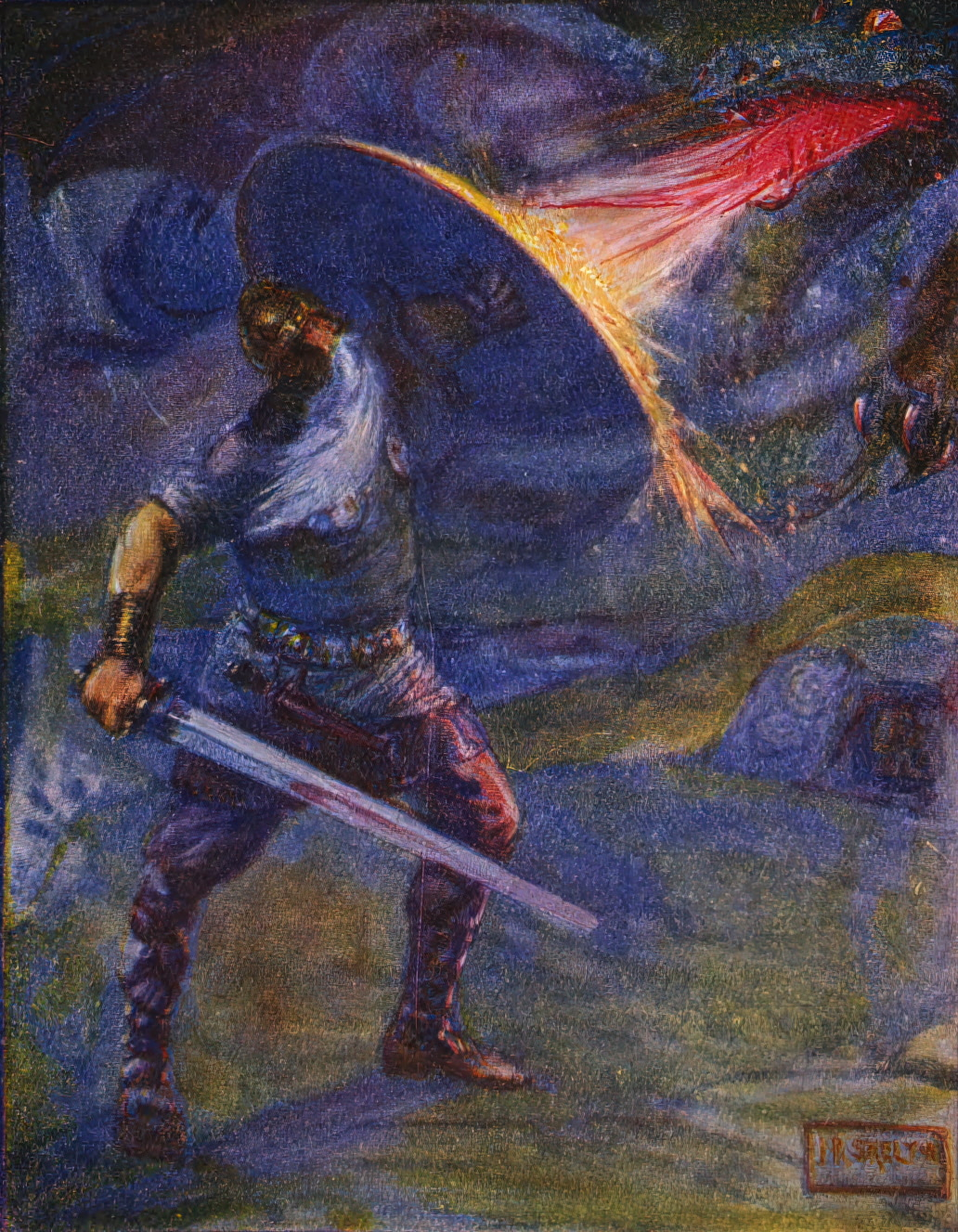
J. R. 스켈레톤이 1908년에 그린 그림. 용과 싸움을 묘사하고 있다.

## 우리말 번역
- 이성일 옮김, 《고대영시선》, 한국문화사, 2017년 4월 10일, 15~171면

## 주해
1. ↑  지금의 스웨덴 남서부 지방에 있었던 민족. 이들 중 일부가 남하하여 고트족이 되었다.

## 같이 보기
- 서튼후 투구